# Пантодонти
Пантодонти (Pantodonta) — підряд базальних вищих ссавців вимерлого ряду Цімолести (Cimolesta). Підряд відомий з палеоцену по еоцен (63-34 млн років).
Пантодонти були поширені в Євразії, Африці та Північній Америці з середнього палеоцену по середній олігоцен. Судячи з викопних знахідок пантадонти вперше з'явилися в Азії, а потім мігрували в Африку, Європу і Північну Америку. Найдовше (до середини олігоцену) пантодонти проіснували в Азії. В інших місцях пантодонти вимирають ще в ранньому еоцені. Деякі з пантодонтів (зокрема Titanoides) були першими по-справжньому великими ссавцями.
Довгий час пантодонтів поміщали в окремий ряд і вважали, що вони походять від якихось кондиляртр (Condylarthra). Чжоу і Ван (Zhou, Wang, 1979) стверджують, що пантодонти не пов'язані з кондиляртрами та іншими копитними і знаходяться в тісному спорідненні з тілодонтами (Tillodonta). Відповідно до сучасної систематики пантодонтів і тілодонтів (а також деяких інших груп тварин, в тому числі і теніодонтів (Taeniodonta), що раніше вважалися окремими рядами) поміщають в ряд Цімолести (Cimolesta) і виділяють в ранзі підрядів. Походження пантодонтів залишається все ще заплутаним і в даний час щодо цього серед учених немає єдиної думки.